# Nacional bolchevismo na Alemanha
O movimento dos nacionais bolcheviques existiu na Alemanha durante a República de Weimar. Os integrantes desse movimento, defendiam uma aproximação entre a União Soviética e a Alemanha, entre a ditadura do proletariado e o militarismo alemão, simpatizavam com os soviéticos - em contraste com o "liberalismo e a degeneração do mundo anglo-saxão".
Dentre os líderes dos nacionais bolcheviques alemães, destacaram-se: Ernst Nikish, Karl Otto Petel, Werner Lass, Paul Elzbacher, Hans von Henting, Friedrich Lenz, Bodo Uze, Beppo Remer, Hartmut Plaas, Karl Treger e Kryufgan.
Os adeptos dessa doutrina, tentaram conciliar ideias típicas da:
- revolução conservadora alemã, como os escritos de Arthur Moeller van den Bruck e Oswald Spengler;
- dos "neoconservadores", como: Ernst Jünger, von Zalomon e Friedrich Hilscher, bem como o movimento revolucionário “Nacional” associado.

Todas essas forças se opunham à civilização ocidental, descrita como uma associação entre: liberalismo, humanismo e democracia.
Diferentemente de Spengler (e depois Goebbels) que descreviam o socialismo como uma herança prussiana e o marxismo como uma "armadilha judaica" para distrair o proletariado de seu dever para com a nação alemã, os "revolucionários nacionais" atribuíram os aspectos negativos do socialismo a Leon Trotsky, mas não a Lênin e Stálin. Eram pessoas que valorizavam a experiência soviética dos primeiros cinco anos da Revolução Russa e a centralização da gestão econômica.
Posteriormente, muitos dos participantes do movimento revolucionário nacional se juntaram aos nazistas. Outros, se opuseram “aristocraticamente” ao nazismo, como, por exemplo: Ernst Jünger. Um terceiro setor se juntou aos comunistas. Um quarto setor se congregou nos bolcheviques nacionais.
A ideia de autossuficiência econômica era popular e foi vividamente defendida no livro "Das Ende des Kapitalimus" de Ferdinand Freed.
A. Kukhof, um integrante do círculo que se organizava em torno da revista revolucionária nacional "Di Tat", escreveu que: "O único meio de mudar a condição social e política predominante da Alemanha é a violência das massas - o caminho de Lenin e não o caminho da Internacional Socialista.".
Os revolucionários nacionais alemães, na tradição russo-prussiana, sustentavam a ideia de um "nacionalismo proletário", que dividia os povos entre oprimidos e dominantes - "jovens" e "velhos". Os jovens seriam os alemães, russos e outros povos do "Leste", que teriam uma "vontade de luta".
Os bolcheviques nacionais declararam que a libertação nacional deveria ser alcançada antes da libertação social, e que somente a classe trabalhadora alemã poderia concretizar tal tarefa. Essas pessoas chamavam o liberalismo de "o sofrimento moral dos povos" e viam a URSS como aliada na luta contra a Entente. Seus heróis eram: Frederico II da Prússia, Hegel, Carl von Clausewitz e Otto von Bismarck.
Os pontos de vista dos nacionalistas revolucionários alemães coincidiam, em grande parte, com os programas do movimento de uma parte dos emigrados russos, como os integrantes da Smenovekha e especialmente os eurasianos. Depois de se separarem dos nacionalistas revolucionários, os nacionalistas bolcheviques tomaram a lista de nomes ilustres de Lenin, Stalin e alguns marxistas. Eles condenaram o fascismo "renascido" e o nacional-socialismo depois de 1930, defendiam a luta de classes, a ditadura do proletariado, o sistema soviético e o Exército Vermelho em vez do Reichswehr.
O postulado básico do bolchevismo nacional não era inferior em sua determinação às formulações favoritas do Partido Nazista. Eles enfatizavam o papel histórico mundial da nação oprimida (revolucionária) na luta para construir o nacionalismo totalitário no interesse da futura grandeza nacional da Alemanha.
Os bolcheviques nacionais defendiam:
- a fusão do bolchevismo com o prussianismo (em 1919, Oswald Spengler publicou: Prussianismo e Socialismo);
- o estabelecimento de uma "ditadura do trabalho", onde a organização do trabalho seria feita por militares;
- nacionalização dos principais meios de produção;
- auto-suficiência;
- economia planificada;
- criação de um forte estado militarista sob o controle do líder e da elite do partido[2].

## Classificação no espectro político
A classificação do nacional bolchevismo no espectro político é controversa.
Segundo Francisco Thiago Rocha Vasconcelos, o Nacional-Bolchevismo é uma ideologia de difícil enquadramento nas definições mais generalistas sobre a "esquerda" e a "direita", que contém uma crítica do Ocidente e do cosmopolitismo e propunha uma aproximação entre nacionalismo e marxismo.
Segundo historiador alemão Klemens von Klemperer:
| “ | O Nacional-Bolchevismo representa um capítulo nas relações entre a Alemanha e a Rússia desde a Primeira Guerra Mundial. Como política que defende uma orientação Oriental para a Alemanha é um fenômeno dos mais intrigantes e até hoje muito agudo. Para aqueles educados no espectro de opiniões políticas em termos de Direita e Esquerda, com a extrema Direita sendo o oposto da extrema Esquerda, o Nacional-Bolchevismo parece um paradoxo. Ele sugere a reunião dos extremos. Mais concretamente, o termo representa uma aproximação entre o nacionalismo alemão e o comunismo russo. A história do Nacional-Bolchevismo é a história de dois "estranhos companheiros" | ” |

.

## História
No dia 2 de abril de 1919, Paul Eltzbacher (1868-1928), Deputado no Reichstag pelo Partido Popular Nacional Alemão (PPNA) ("Deutschnationale Volkspartei"), publicou o que é considerada como a primeira apresentação das ideias do nacional-bolchevismo. Nesse artigo, Paul Eltzbacher defendeu:
1. a combinação entre o bolchevismo e os valores prussianos para a implantação de um sistema soviético na Alemanha;
2. uma com a União Soviética e com a Hungria para combater a Entente.

Elzbacher também defendeu que:
1. a aliança com a União Soviética deveria libertar a China, a Índia e todo o Oriente da opressão ocidental para construir uma nova ordem mundial, na qual ocorreria a preservação de culturas antigas que estariam sendo destruídas pela "civilização superficial da Inglaterra e da América";
2. a "punição impiedosa de trabalhadores preguiçosos e indisciplinados".

Nesse contexto, sustentava que o bolchevismo não significa a morte cultura alemã, mas a sua salvação.
O artigo recebeu uma ampla resposta. Otto Gotch, um dos líderes do (PPNA) e, também, um proeminente historiador e especialista no Oriente, também defendia uma estreita cooperação com a União Soviética. O Ministro dos Correios, I. Gisberts, declarou que, para destruir o Sistema de Versalhes, era necessário convidar imediatamente as tropas soviéticas para a Alemanha.
Ainda em 1919, Paul Eltzbacher publicou o artigo "Der Bolschewismus und die deutsche Zukunft" (O bolchevismo e o futuro da Alemanha) e deixou o PPNA depois que o partido condenou sua publicação.
Também em 1919, Hans von Henting (1887-1970) publicou o panfleto: "Einführung in die deutsche Revolution" (Introdução à Revolução Alemã). Dois anos depois, Henting publicou "Deutsche Manifest" (Manifesto Alemão), que sofisticou as ideias do bolchevismo nacional alemão.
Em 1922, von Henting fez contato com Heinrich Brandler, o líder da ala nacionalista dos comunistas.
Posteriormente, as ideias do bolchevismo nacional foram adotadas por um grupo de ex-comunistas liderados por Heinrich Laufenberg e Fritz Wolfheim.
Laufenberg, era um historiador do movimento operário e Wolfheim, seu jovem assistente. Durante a Primeira Guerra Mundial, Laufenberg visitou os Estados Unidos e passou por uma escola de combate da organização anarco-sindicalista Industrial Workers of the World. Ambos foram líderes da ala esquerda do Partido Social-Democrata da Alemanha em Hamburgo.
No início da Revolução Alemã de 1918-1919, Laufenberg chefiou o Conselho de Trabalhadores, Soldados e Marinheiros de Hamburgo e, juntamente com Wolfheim, ele participou da organização do Partido Comunista da Alemanha ("Kommunistische Partei Deutschlands" - KPD).
Em 1920, Laufenberg e Wolfheim juntaram-se ao Partido Comunista Operário da Alemanha ("Kommunistische Arbeiterpartei Deutschlands" - KAPD) uma cisão que se colocava à esquerda do KPD e defendia que os trabalhadores alemães travassem uma guerra popular para criar uma república comunista soviética. Esses indivíduos se referiam às "forças patrióticas" como camadas nacionalistas da burguesia, inclusive as mais "reacionárias".
Entretanto, em pouco tempo, ambos foram expulsos do KAPD e, três meses depois, fundaram a "União dos Comunistas", juntamente com F. Wendel, que adotou o programa econômico no sentido de uma "economia socializada", conceito elaborado por Silvio Geisel, que já havia participado da República Soviética da Baviera. Gradualmente, parte dos nazistas de esquerda e dos bolcheviques nacionais se juntaram à União dos Comunistas.
Também em 1920, Laufenberg e Wolfheim começaram a formar a "Freie Gesellschaft zum Studium des deutschen Kommunismus" (Sociedade Livre para o Estudo do Comunismo Alemão) que aglutinou oficiais que serviram nas unidades coloniais do General Lettov-Vorbek. Entre os apoiadores desse grupo, estavam personalidades como Müller van den Broek e Ernst zu Reventlov um dos líderes do movimento nazista de esquerda na República de Weimar.
Se juntaram a esse grupo várias pessoas com formação acadêmica e muitos antigos oficiais, a maioria da geração mais jovem. Em agosto de 1920, F. Kryufgans, um integrante do grupo, publicou um panfleto amplamente divulgado sobre o comunismo como uma necessidade nacional para a Alemanha.
Entre 1920 e 1921, as ideias bolcheviques nacionais se espalharam entre os comunistas bávaros.
O primeiro pico de influência das ideias nacional-bolcheviques se manifestou durante a ocupação do Ruhr pelas forças franco-belgas (1923 - 1925), que gerou desemprego, fome e anarquia. Naquele contexto, o KPD adotou uma política de aliança com os nacionalistas alemães, formulada por Karl Radek.
No dia 20 de junho de 1923, Karl Radek fez um discurso dedicado à memória de Albert Leo Schlageter, um integrante do Partido Nacional-Socialista dos Trabalhadores Alemães (PNSTA) executado pelos franceses, em 16 de maio de 1923, e que se tornou um mártir para os alemães da época. Nesse contexto, Radek defendeu uma aliança entre comunistas e fascistas contra a "Entente Capitalista".
Esse discurso foi publicado e teve um enorme impacto na Alemanha e deu origem há muitas convergências e debates entre intelectuais alemães de extrema direita e líderes comunistas.
Em 1927, os grupos revolucionários nacionais saudaram a fundação da "Liga Contra o Imperialismo".
Em 1931, Ernst Jünger escreveu o ensaio "Total Mobilization", no qual sustentou que "Pela primeira vez os planos quinquenais soviéticos mostraram ao mundo a possibilidade de unir e dirigir todos os esforços de uma grande potência em um único canal.".
Durante a década de 1920, os nacionais bolcheviques se organizavam em torno de publicações como "Di Tat", "Komenden", "Formarch".
No início da década de 1930 o nacional-bolchevismo foi fortalecido em decorrência da crise econômica global iniciada em 1929, desse modo passaram a se organizar em torno de publicações como:
- "Umtürz", dirigida por Werner Lassa;
- "Der Opponent", dirigida por de Harro Schulz-Boyzen;
- "Socialist Natson", dirigida por Karl-Otto Petel; e
- "Vorkampfer", ditigida por Hans Ebeling.

No total, essas organizações chegaram a congregar cerca de 10 mil pessoas.
Além disso os nacionais bolcheviques exerceram considerável influência em organizações como:
- "Deutsche Sozialistische Kampfbewegung" (Movimento Socialista Alemão de Combate), dirigida por Gotthard Schild;
- "Mladoprusky Union" (Sindicato Mladoprusky), dirigido por Jupp Hoven"; e
- "Deutsche Sozialistische Arbeiter und Bauernunion" (Sindicato Socialista Alemão de Trabalhadores e Camponeses), dirigido por Karl Baade.

Com a repressão desencadeada após o Incêndio do Reichstag (27 de fevereiro de 1933) o movimento nacional-bolchevique na Alemanha foi rapidamente eliminado.

## Líderes

### Ernst Niekisch
Ernst Niekisch (1889-1967), foi um importante defensor do Nacional-Bolchevismo, que, ainda como integrante do "Sozialdemokratische Partei Deutschlands" (SPD - Partido Social-Democrata da Alemanha - PSDA), foi um defensor de uma versão "anti-ocidental" do socialismo, que, após sua saída (22 de julho de 1926) do PSDA, juntou-se ao "Alte Sozialdemokratische Partei Deutschlands" (Antigo Partido Social Democrata da Alemanha - APSDA). Como militante desse partido, foi, por algum tempo editor do jornal diário "Volksstaat".
Ainda em 1926, começou a publicar a Revista: "Blätter für sozialistische und nationalrevolutionäre Politik" (Folhas para a política socialista e nacional-revolucionária), que, em 1928, passou a se chamar: "Zeitschrift für nationalrevolutionäre Politik", que contou com colaboradores como: Ernst Jiinger, Friedrich Georg Jiinger (irmão de Ernst), Friedrich Georg Jiinger, Gustav Sondermann, Roderich von Bistram, Otto Petras, Ernst von Salomon e A. Paul Weber (ilustrador). A Revista circulou até a sua proibição, em 1934.
Após sua saída do SPD, fundou o Movimento da Resistência Nacional-Bolchevique (Widerstandsbewegung)
que tinha como "slogan": "Esparta-Postdam-Moscou" - no sentido da construção de uma unificação territorial da Alemanha até a Rússia, e, também, em menção à herança do espírito de Esparta como a ética de combate e disciplina – e cujo emblema consistia em uma águia prussiana com uma espada, um martelo e uma foice. Por ter sido opositor ao Nacional-Socialismo de Hitler, Niekisch acabou sendo preso pelo regime nazista.
Tinha simpatias pelo comunismo soviético, ao mesmo tempo em que incorporava as ideias de Oswald Spengler sobre a Decadência do Ocidente e de Ernst Jünger sobre o neonacionalismo militarista/prussiano. Com o tempo, seu pensamento se tornou mais próxima dos "revolucionários conservadores" orientalistas/russófilos e partidária de uma nova "pan-religiosidade" não dogmática, um novo modo de vida integral, um novo "socialismo popular".
Desse modo, tornou-se o "mais esquerdista" dos "conservadores revolucionários", que, combinava em seu pensamento aspectos da direita e da esquerda. Uma de suas frase famosas era: "Não somos comunistas, mas para salvar a nação somos até capazes de comunismo".
Defendia um nacionalismo estatista utilizando-se do marxismo principalmente no sentido econômico (anticapitalismo) e para fins táticos, ao mesmo tempo em que defendia posições de direita como o antissemitismo, mas se opunha à Hitler, que na obra "Mein Kampf" (Minha Luta) já indicava o intuito de atacar militarmente o "Leste", ou seja: a União Soviética.
Desse modo, em 1932, publicou: "Hitler – ein deutsches Verhängnis" (Hitler - o destino maligno da Alemanha), na qual criticou as visões "ocidentalizantes", "burguesas" e "românicas" do hitlerismo. Em seu ponto de vista, o "Oriente" russo socialista era a antítese do Ocidente burguês capitalista ao qual Hitler era subserviente. 
Segundo ele, a política social de Hitler seria equivalente, na melhor das hipóteses, à "Terceira Via" de Mussolini, e não às doutrinas socialistas.
A partir de 1930, a relação entre os alemães de extrema direita e os nacionais-bolchevistas se modificou, com o fortalecimento do Nacional-Socialismo, o que fez com que o anticapitalismo radical defendido pelos partidários do Nacional Bolchevismo, tornaria essa ideologia menos relevante para as classes médias.
Desse modo, apesar de popular entre a juventude e do debate intelectual em torno do "Movimento de Resistência ao Ocidente, ao Capitalismo e ao Nazismo", o Nacional-Bolchevismo, "Politicamente orientado para a direita e economicamente para a Esquerda", nunca foi de fato bem aceito.
Além disso, a recusa dos Nacional-Bolcheviques em se identificarem no mesmo campo que os nazistas, e terem seus intelectuais e lemas apropriados por eles, tornaram-nos inimigos internos do regime. O "semi-marxismo", o "anticapitalismo" e o "anti-imperialismo" sustentado por eles tornaram-se irreconciliáveis com as políticas defendidas por Hitler.
Desse modo, espremido entre o germanismo cultural e racial defendido pela "revolução conservadora" e pelos nazistas, à direita, e a proposta internacionalista e marxista do comunismo soviético, à esquerda, o Nacional-Bolchevismo teve cada vez menos espaço para atuar. Politicamente ambíguo aos olhos dos seus potenciais aliados e oposto ao nazismo, o movimento nunca se fortaleceu o suficiente para disputar a política nacional e finalmente foi liquidado com a repressão desencadeada após o Incêndio do Reichstag (27 de fevereiro de 1933).

### Karl Otto Paetel
Em 1930, Karl Otto Paetel participou da criação do "Gruppe Sozialrevolutionärer Nationalisten" (Grupo dos Nacionalistas Social-Revolucionários - GSRN), que se definia como Nacional-Bolchevique e como revolucionário e que, portanto, defendia:
1. a derrubada do sistema democrático-capitalista;
2. um novo governo baseado em conselhos;
3. a socialização da indústria e da terra;
4. uma aliança militar com a União Soviética; e
5. o armamento das massas em milícias populares.

Logo após a criação, ocorreu um debate interno no GSRN para decidir se o Grupo apoiaria o Partido Nacional-Socialista dos Trabalhadores Alemães (PNSTA) ou o Partido Comunista da Alemanha ("Kommunistische Partei Deutschlands - KPD"), que foi resolvido com a adesão ao novo Programa do KPD, que adotou uma linguagem nacionalista na tentativa de reconquistar eleitores perdidos para o PNSTA.
O GSRN entendeu que a adoção do novo programa pelo KPD teria siado uma "virada" na direção do Nacional-Bolchevismo, e, portanto, apoiou o KPD durante as eleições de 1930 e participou de ações conjuntas com o KPD, por meio da "Kampfbund gegen den Faschismus" (Liga de Combate ao Fascismo).
Apesar da aliança entre GSRN e KPD, as divisões ideológicas entre os dois grupos se tornariam mais explícitas: para Paetel e seus companheiros, o objetivo final de um estado alemão social-nacionalista soberano, aliado, mas independente da União Soviética e isso era, fundamentalmente, diferente do objetivo final do KPD que defendia um "mundo comunista sem fronteiras".
Em 1932, passou a defender a criação de um "Partido Nacional Comunista".
No dia 30 de janeiro 1933 (dia em que Hitler chegou ao poder), Paetel publicou o "Nationalbolschewistische Manifest" (Manifesto Nacional-Comunista) . Nesse contexto, muitas das cópias do Manifesto foram confiscadas e destruídas e o GSRN foi banido após o Incêndio do Reichstag (27 de fevereiro de 1933).
Esse Manifesto teve como objetivo principal definir as bases teóricas e históricas do Nacional-Bolchevismo, para diferenciá-lo das tendências políticas concorrentes e também para traçar seus objetivos programáticos. Desse modo, procurou demonstrar as diferenças entre Nacional-Socialismo, Nacional-Bolchevismo e Socialismo marxista a partir do conceito de um "Socialismo Alemão", cuja proposição remonta tanto ao pensamento "revolucionário conservador" quanto às lutas trabalhistas.
O conceito de "Socialismo Alemão" partia de uma reflexão histórica a partir das disputas ligadas à industrialização e à unificação alemã através da Prússia, passando pelos traumas da Primeira Guerra Mundial e o Tratado de Versalhes (1919).
Para se diferenciar do Partido Nazista (nacional socialista), Paetel adotou a expressão "nationalistische Sozialismus" ou "Nationaler Sozialismus" ("Socialismo nacionalista") para deixar claro que o socialismo nacionalista que ele defende não tinha nenhuma relação com o Partido Nazista e nem com o socialismo marxista e
internacionalista (não germânico), defendido pelo KPD.
Em relação ao National-socialismo (Partido Nazista), as críticas de Paetel se dirigem, inicialmente, à falta de compromisso com as pautas:
1. socialistas, pois Hitler não deu início à reestruturação econômica necessária; e
2. nacionalistas, pois no em vez de agir para o romper imediatamente com o Tratado de Versalhes (1919), Hitler preferiu se espelhar do Fascismo italiano e adotar uma política "AntiBolchevique" de "Ordem e Paz", que tornou o Nazismo útil aos interesses do capital financeiro, dos grandes latifundiários e dos oficiais militares obcecados por uma restauração feudal frente a ameaça de uma revolta dos trabalhadores contra o "status quo".

Desse modo, segundo Paetel, a palavra de ordem do nazismo passou a ser: "Contra o Marxismo", como meio de eliminar as divisões de classe em nome da união do Povo, e isso contrariava a perspectiva nacional-bolchevique que defendia que tomada do poder ao "lado dos indigentes ou sem-teto, dos sem-pátria, a fim de criar para uma pátria por meio de uma mudança radical na vida social e econômica". Ou seja, os nacionais-bolcheviques entendiam que a inspiração no fascismo foi um erro histórico do Partido Nazista, pois resultou na defesa de um "falso socialismo", razão pela qual não seria suficiente reformar o Partido Nazista, sendo necessário: combatê-lo e superá-lo.
Segundo Paetel: a forma de estado corporativista implantada pelo fascismo italiano seria uma ditadura camuflada sobre o Povo trabalhador.
Os nacionais bolcheviques também eram contrários ao uso da questão racial para o estabelecimento de uma raça dominante nascida para governar e também rejeitavam o dogmatismo racial como critério para a política externa.
Por outro lado, o nacional comunismo era "não-marxista", embora defendessem à revolução social, a planificação socialista, um governo sustentado por conselhos de trabalhadores, o antifascismo, a luta de classes e o anticolonialismo. O Manifesto Nacional Bolchevique, reservou dois capítulos para diferenciar, ponto a ponto, as diferenças entre o nacional bolchevismo e o marxismo revolucionário.
Os pressupostos do Nacional Comunismo Alemão divergiam dos pressupostos do marxismo revolucionário, pois o primeiro, destacava-se pela valorização da nação e das formas políticas e culturais tradicionais dos povos locais, buscando um diálogo com as particularidades étnico-culturais próprias do germanismo "revolucionário conservador", que se expressaria principalmente em três dimensões:
1. o nacionalismo germânico em bases religiosas, um neopaganismo, "uma nova religiosidade cósmica centrada no sangue, no solo e na raça, enraizada no divino sobre da vida mundana";
2. na recuperação das tradições germânicas de decisão para erigir uma forma de democracia baseada em conselhos locais, em oposição à ideia de Estado Corporativista presente no Fascismo; e
3. na valorização das tradições prussianas de disciplina e submissão do indivíduo ao coletivo: "O socialismo transformará os “cidadãos” alemães em apêndices do Estado alemão; as contradições entre Nação, Povo e

Estado serão abolidas por ele e remodelados em uma nova síntese.
O Nacional Comunismo Alemão valorizava as particularidades nacionais em detrimento de um internacionalismo proletário dirigido por uma única potência (União Soviética). No plano internacional, acreditava em uma aliança entre os Nacionais Comunistas de diferentes nações com:
1. a preservação de suas autonomias políticas, diferenças culturais e ritmos próprios de cada realidade;
2. afastamento da homogeneização e do individualismo do Ocidente; e
3. aproximação com das tradições Orientais em uma aliança entre a Alemanha e a União Soviética.

Em 1934, Paetel foi incluído na "lista negra" de traidores do regime nazista e, em 1935, refugiou-se nos Estados Unidos, onde publicou alguns escritos sobre o Nacional Bolchevismo, até falecer, em 1975, em Nova Iorque.